# Vallées du Lary et du Palais
Vallées du Lary et du Palais este o arie protejată (sit de importanță comunitară — SCI) din Franța întinsă pe o suprafață de 1.844 ha, integral pe uscat.

## Localizare
Centrul sitului Vallées du Lary et du Palais este situat la coordonatele 45°12′17″N 0°12′54″W / 45.20472°N 0.215°V.

## Înființare
Situl Vallées du Lary et du Palais a fost declarat arie specială de conservare în baza directivei 92/43 din 1992 referitoare la conservarea habitatelor naturale și a faunei și florei sălbatice pentru a proteja 24 de specii de animale.

## Biodiversitate
Situată în ecoregiunea atlantică, aria protejată conține 6 habitate naturale: Păduri aluvionare cu Alnus glutinosa și Fraxinus excelsior (Alno-Padion, Alnion incanae, Salicion albae), Fânețe de joasă altitudine (Alopecurus pratensis, Sanguisorba officinalis), Păduri acidofile de stejar bătrân cu Quercus robur pe câmpii nisipoase, Cursuri de apă de la nivel de câmpie la nivel montan, cu vegetație Ranunculion fluitantis și Callitricho-Batrachion, Liziere de ierburi înalte hidrofile de câmpie și de nivel montan până la alpin, Pajiști cu Molinia pe soluri calcaroase, turboase sau argilos-nămoloase (Molinion caeruleae).
La baza desemnării sitului se află mai multe specii protejate:
- mamifere (8): liliac cârn (Barbastella barbastellus), vidră de râu (Lutra lutra), nurcă (Mustela lutreola), liliac cu urechi mari (Myotis bechsteinii), liliac cu urechi de șoarece (Myotis blythii), liliac comun (Myotis myotis), liliacul mare cu potcoavă (Rhinolophus ferrumequinum), liliacul mic cu potcoavă (Rhinolophus hipposideros)
- nevertebrate (11): croitorul mare al stejarului (Cerambyx cerdo), Coenagrion mercuriale, Coenonympha oedippus, fluturele auriu (Euphydryas aurinia), Gomphus graslinii, rădașcă (Lucanus cervus), fluturele purpuriu (Lycaena dispar), Macromia splendens, Oxygastra curtisii, Rosalia alpina, Vertigo moulinsiana
- pești (4): zglăvoacă (Cottus gobio), Cottus perifretum, cicar (Lampetra planeri), Parachondrostoma toxostoma
- reptile (1): țestoasa de baltă (Emys orbicularis)

Pe lângă speciile protejate, pe teritoriul sitului au mai fost identificate 4 specii de plante, 8 specii de păsări, 10 specii de mamifere, 1 specie de nevertebrate, 2 specii de reptile.